# Blitzschlag mit Lichtschein auf Hirsch
Blitzschlag mit Lichtschein auf Hirsch (Engl. Lightning with Stag in Its Glare) ist eines der letzten großen Environments des deutschen Künstlers Joseph Beuys (1921–1986). Es wurde in einer Auflage von fünf Exemplaren hergestellt.

## Hintergrund
Die Bestandteile der Werkgruppe waren 1982 auf der Zeitgeist-Ausstellung im Martin-Gropius-Bau in Berlin zu sehen. Joseph Beuys hatte dort im Lichthof eine „Werkstatt“ ausgestellt, ein Environment mit dem Titel Hirschdenkmäler (± Wurst–Lehm–Werkstatt), das Assemblagen in unterschiedlichen Materialien aus den Jahren 1948 bis 1982 zeigte. Beuys hatte schon während der Aufbauarbeiten seiner temporären „Werkstatt“ die Idee, Teile dieser Werkgruppe gießen zu lassen. In den Jahren 1983 bis 1985 wurde in Zusammenarbeit mit der Gießerei Noack, Berlin, dieses Vorhaben realisiert. Alle Teile wurden in Bronze gegossen, nur die Skulptur Hirsch hatte einen Aluminiumguss erhalten.
Eines der vier Exemplare Blitzschlag mit Lichtschein auf Hirsch (1958–1985) wurde in der Galerie von Rudolf Zwirner im Sommer 1986 durch Kulturdezernent Hilmar Hoffmann – auf Anregung von Peter Iden – für die Stadt Frankfurt am Main für zweieinhalb Millionen DM erworben. Für die Unterbringung der Arbeit im Museum für Moderne Kunst in Frankfurt am Main wurden die Baupläne eines Museumsraums im Neubau der Größe des Werks angepasst. Weitere Exemplare befinden sich im Guggenheim-Museum Bilbao ⊙, in der Tate Gallery of Modern Art ⊙ in London (als Leihgabe der Daros Collection) und im Massachusetts Museum of Contemporary Art (Mass MoCA), North Adams (USA). Beuys übertrug den Titel des Raumes mit „Lightning with a glare on the stag“.
Das Werk – der zweite der vier Güsse – wurde 1987 auf der documenta 8 im Mittelsaal des Fridericianums in Kassel gezeigt, die insgesamt unter dem Gedenken an den im Jahr zuvor verstorbenen Künstler stand.

## Aufbau, Anordnung und Inhalt der Raum-Installation
Die aus 39 Teilen zusammengesetzte Werkgruppe besteht aus:
- Blitzschlag: der über sechs Meter hohe Guss des auf der Zeitgeist-Ausstellung ausgestellten Lehmbergs (Maße: 6,24 × 2,48 × 0,50 m),
- Hirsch: altes Bügelbrett, das auf zwei Hälften eines Prügels liegt, die wiederum auf Segmenten eines Eichenholzstamms festgemacht verschraubt waren und als Assemblage in Aluminium gegossen wurden (Maße: 0,48 × 1,04 × 1,72 m),
- Urtiere: 35 „Lehmlinge“ (Tonerde), die als Objekte um den Hirsch gruppiert sind  (unterschiedliche Maße),
- Ziege: einer Eisenlore auf drei Rädern, auf der ein Bronzeabguss einer Spitzhacke aufgestellt ist und die neben dem Blitzschlag aufgestellt ist (Maße: 0,49 × 0,39 × 0,72 m), und
- Boothia Felix: Abguss eines mit Wurzeln und Tonscherben durchsetzten Erdreichs auf einem Bildhauer-Modellierfuß, auf dem sich ein kleiner Kompass befindet (Maße: 1,60 × 0,40 × 0,39 m).